# Ветренная река. Новая глава
«Ветреная река. Новая глава» (англ. Wind River: The Next Chapter) — будущий художественный фильм режиссёра Кари Скогланд. В главных ролях в фильме снялись Гил Бирмингем и Джейсон Кларк. Сиквел фильма 2017 года.

## Сюжет
ФБР обращается за помощью к Чипу Хэнсону, только недавно ставшему егерем Департамента рыболовства и охоты США, чтобы раскрыть серию ритуальных убийств в резервации, которую он называет своим домом.

## В ролях
- Мартин Сенсмайер — Чип Хэнсон
- Гил Бирмингем — Мартин Хэнсон
- Джейсон Кларк
- Скотт Иствуд
- Часке Спенсер
- Алан Рак
- Кали Рейс
- Татанка Минс

## Производство
В ноябре 2022 года стало известно, что Кари Скогланд выступит режиссёром сиквела «Ветреной реки». Сценаристами стали Патрик Массетт и Джон Зинман. Одну из ролей в фильме получил Мартин Сенсмайер (повторивший свою роль из первого фильма). В начале марта 2023 года был объявлен актёрский состав: Джейсон Кларк, Скотт Иствуд, Ческе Спенсер, Гил Бирмингем (повторивший свою роль из первого фильма), Алан Рак, Кали Рейс и Татанка Минс.
Съёмки начались 15 марта 2023 года и закончатся 24 апреля 2023 года в Калгари. Первоначально съёмки должны были начаться в январе 2023 года.